# Otto Regenbogen (Tiermediziner)
Otto Regenbogen (* 23. März 1855 in Bad Wildungen; † 31. Mai 1925 in Berlin) war ein deutscher Veterinärmediziner und Hochschullehrer.

## Leben
Otto Regenbogen studierte an der Hessischen Ludwigs-Universität und ab dem Sommersemester 1876 an der Tierarzneischule Hannover Tiermedizin. Im Mai 1876 wurde er dort Mitglied des Corps Normannia Hannover. Er erhielt im Juli 1878 die tierärztliche Approbation und ließ sich als praktischer Tierarzt in Waldkappel, Kreis Eschwege, nieder. Seinen  Militärdienst leistete er 1880 als einjährig-freiwilliger Unterrossarzt im Hessischen Feldartillerie-Regiment Nr. 11. 
Ende 1880 kehrte er als Assistent an die Tierarzneischule Hannover zurück. 1889 wurde er Kreistierarzt in Neumarkt in Schlesien und 1893 in Gleiwitz. 1895 wurde er zum Departement- und Kreistierarzt in Gumbinnen ernannt. 1898 wurde er zum Dozenten an die Tierärztliche Hochschule Berlin berufen. Von 1899 bis 1923 war er dort o. Professor für Pharmakologie und Toxikologie. Am 16. Oktober 1914 unterzeichnete er die Erklärung der Hochschullehrer des Deutschen Reiches.
Sein Sohn war der Klassische Philologe Otto Regenbogen der Jüngere. Er wurde 1895 Mitglied der Gumbinner Freimaurerloge Zur goldenen Leyer.
Otto Regenbogen starb 1925 im Alter von 70 Jahren in Berlin. Beigesetzt wurde er auf dem Friedhof III der Jerusalems- und Neuen Kirche in Berlin-Kreuzberg. Das Grab ist nicht erhalten.

## Auszeichnungen
- 1908 Roter Adlerorden 4. Klasse
- 1913 Geheimer Regierungsrat
- 1913 Ehrendoktorwürde eines „Dr. med. vet. h. c.“ der Tierärztlichen Hochschule Hannover
- 1917 Verdienstkreuz für Kriegshilfe
- 1923 Ehrendoktorwürde eines „Dr. med. vet. h. c“. der Tierärztlichen Hochschule Berlin
- 1924 Ehrencorpsbursche des Corps Franconia Berlin

## Schriften
- Compendium der Arzneimittellehre für Tieraerzte. 1906.
- Untersuchungen über Pyramidon in der Veterinärmedizin. 1907 (zusammen mit Joseph Falkenbach)
- Phenyform. Ein neues Antiseptikum und seine Verwendbarkeit in der Veterinärmedizin. 1908 (zusammen mit Carl Gustav Deckert)
- Grundriß der Arzneiverordnungslehre und Rezeptsammlung. Für Tierärzte und Studierende. 1918.
- Arzneiverordnungslehre und Rezeptsammlung für Tierärzte. 1924.